# 世界の終わり、あるいは始まり
『世界の終わり、あるいは始まり』（せかいのおわり、あるいははじまり、The End of the World, or the Beginning.）は、歌野晶午による日本のミステリー小説。タイトルの読点とorの部分が赤文字になっている。文庫版巻末解説は笠井潔。
冒頭にフランシス・ベーコンの“妻と子供を持つということは、運命に人質を捧げるようなものだ”という言葉が引用されている。

## あらすじ
たとえ近所で誘拐事件が起こっても、所詮他人の不幸に過ぎず、自分には関係がない……。
東京近郊で、身代金目的の男子児童の誘拐事件が発生する。身代金はいずれも決して高くない。しかし、犯人は受け渡しの場所には姿を現さず、連絡も途絶えてしまう。
後日、誘拐された児童が遺体で発見されるが、どの子も身代金受け渡しより前に殺害されていたことが判明する。その残忍な犯行は世間を大いに賑わせる。
最初の事件から3カ月が経とうとするある日、会社員の富樫修は、息子・雄介の部屋で似つかわしくない一枚の名刺を見つける。その時は大して気に留めなかったが、それから9日後、4度目となる新たな誘拐殺人事件が発生。被害者の父親の名は、雄介が持っていた名刺の人物と同一人物だった。小学生の息子が一連の事件に何か関係があるのだろうか、そんな考えを打ち消すために事件のことを調べていくが、疑惑は益々深まっていく。

## 登場人物
富樫 雄介（とがし ゆうすけ）
小学6年生。中学受験を控えている。小学校入学以来ずっと成績はトップクラス。
富樫 修（とがし おさむ）
雄介の父親。会社員。埼玉県入間市在住。板橋区の食品加工会社に勤めている。雄介の部屋で、被害男児の父親たちの名刺を見つけてしまい、息子を疑う。
富樫 秀美（とがし ひでみ）
雄介の母親。平凡な主婦。
富樫 菜穂（とがし なほ）
雄介の妹。小学1年生。
江幡 真吾（えばた しんご）
小学2年生。1番目の被害者。雄介とよく遊んでいた。
江幡 亜希子（えばた あきこ）
真吾の母親。主婦。
江幡 孝明（えばた たかあき）
真吾の父親。会社員。事件の1カ月後に自殺してしまう。
葉山（はやま）
埼玉県警狭山署の年配の刑事。
三島（みしま）
狭山署の若い刑事。
岩瀬 朋美（いわせ ともみ）
狭山署の女性刑事。
馬場 雅也（ばば まさや）
小学2年生。2番目の被害者。
馬場 拓海（ばば たくみ）
雅也の兄。
馬場 明史（ばば あきふみ）
公務員。41歳。雅也の父親。埼玉県飯能市在住。
赤羽 聡（あかばね さとし）
小学1年生。3番目の被害者。
赤羽 万里子（あかばね まりこ）
33歳。聡の母親。埼玉県狭山市在住。母子家庭。
薮田 研三（やぶた けんぞう）
新聞社の文化部所属。修の大学時代の先輩。
尾嵜 豪太（おざき ごうた）
小学1年生。4番目の被害者。
尾嵜 毅彦（おざき たけひこ）
豪太の父親。東京都東村山市在住。証券マン。
西 直嗣（にし なおつぐ）
富樫修の同僚。7歳年下。雄介と同い年の息子がいる。
中上 哲也（なかがみ てつや）
東葛環境技研（環境計量証明を行う会社）の社員。修が薮田に紹介してもらった。
藤森 末雄（ふじもり すえお）
埼玉県警狭山署の刑事。巡査長。50歳くらい。
須永 宏（すなが ひろし）
埼玉県警本部の刑事。30歳前後。
氏原 北斗（うじはら ほくと）
雄介のクラスメイト。担任も扱いに困るほど粗暴な性格。
氏原 晋策（うじはら しんさく）
北斗の父親。暴力団幹部。組から闇金融の経営を任せられている。
山瀬（やませ）
千葉県警浦安署の刑事。
望月 成美（もちづき なるみ）
雄介のクラスメイトの女子。北斗にいじめられ、不登校状態。